# Spilogona magnicauda
Spilogona magnicauda este o specie de muște din genul Spilogona, familia Muscidae, descrisă de Ringdahl în anul 1948. Conform Catalogue of Life specia Spilogona magnicauda nu are subspecii cunoscute.